# Landkreis Roth
Landkreis Roth is een Landkreis in de Duitse deelstaat Beieren. De Landkreis telt 127.168 inwoners (31 december 2020) op een oppervlakte van 895,18 km². Roth is de gelijknamige Kreisstadt.

## Indeling
Landkreis Roth is verdeeld in 16 gemeenten. Zes gemeenten hebben de status van stad. Vier andere gemeenten mogen zich Markt noemen. Vijf gebieden in Roth zijn niet gemeentelijk ingedeeld.
Steden
1. Abenberg
2. Greding
3. Heideck
4. Hilpoltstein
5. Roth
6. Spalt

Märkte
1. Allersberg
2. Schwanstetten
3. Thalmässing
4. Wendelstein

Overige gemeenten
1. Büchenbach
2. Georgensgmünd
3. Kammerstein
4. Rednitzhembach
5. Rohr
6. Röttenbach

Niet gemeentelijk ingedeeld
1. Abenberger Wald (3,14 km²)
2. Dechenwald (1,66 km²)
3. Forst Kleinschwarzenlohe (13,87 km²)
4. Heidenberg (3,23 km²)
5. Soos (1,29 km²)

Aichach-Friedberg · Altötting · Amberg · Amberg-Sulzbach · Ansbach (stad) · Landkreis Ansbach · Aschaffenburg (stad) · Landkreis Aschaffenburg · Augsburg (stad) · Landkreis Augsburg · Bad Kissingen · Bad Tölz-Wolfratshausen · Bamberg (stad) · Landkreis Bamberg · Bayreuth (stad) · Landkreis Bayreuth · Berchtesgadener Land · Cham · Coburg (stad) · Landkreis Coburg · Dachau · Deggendorf · Dillingen an der Donau · Dingolfing Landau · Donau-Ries · Ebersberg · Eichstätt · Erding · Erlangen · Erlangen-Höchstadt · Forchheim · Freising · Feyung-Grafenau · Fürstenfeldbruck · Fürth (stad) · Landkreis Fürth · Garmisch-Partenkirchen · Günzburg · Haßberge · Hof (stad) · Landkreis Hof · Ingolstadt · Kaufbeuren · Kelheim · Kempten im Allgäu · Kitzingen · Kronach · Kulmbach · Landsberg am Lech · Landshut (stad) · Landkreis Landshut · Lichtenfels · Lindau · Main-Spessart · Memmingen · Miesbach · Miltenberg · Mühldorf am Inn · München · Landkreis München · Neuburg-Schrobenhausen · Neumarkt in der Oberpfalz · Neurenberg · Neustadt an der Aisch-Bad Windsheim · Neustadt an der Waldnaab · Neu-Ulm · Nürnberger Land · Oberallgäu · Ostallgäu · Passau (stad) · Landkreis Passau · Pfaffenhofen an der Ilm · Regen · Regensburg (stad) · Landkreis Regensburg · Rhön-Grabfeld · Rosenheim (stad) · Landkreis Rosenheim · Roth · Rottal-Inn · Schwabach · Schwandorf · Schweinfurt (stad) · Landkreis Schweinfurt · Starnberg · Straubing · Straubing-Bogen · Tirschenreuth · Traunstein · Unterallgäu · Weiden in der Oberpfalz · Weilheim-Schongau · Weißenburg-Gunzenhausen · Wunsiedel im Fichtelgebirge · Würzburg (stad) · Landkreis Würzburg
Abenberg · Allersberg · Büchenbach · Georgensgmünd · Greding · Heideck · Hilpoltstein · Kammerstein · Rednitzhembach · Rohr · Roth · Röttenbach · Spalt · Schwanstetten · Thalmässing · Wendelstein